# Tour de Corse 1986
Le Tour de Corse 1986 (30e Tour de Corse), disputé du 1er au 3 mai 1986, est la cent-cinquante-deuxième manche du championnat du monde des rallyes (WRC) courue depuis 1973, et la cinquième manche du championnat du monde des rallyes 1986. C'est également la deuxième manche du championnat de France des rallyes 1986.

## Contexte avant la course

### Le championnat du monde
Ayant succédé en 1973 au championnat international des marques (en vigueur de 1970 à 1972), le championnat du monde des rallyes comprend généralement une douzaine manches, comprenant les plus célèbres épreuves routières internationales, telles le Rallye Monte-Carlo, le Safari ou le RAC Rally. Depuis 1979, le championnat des constructeurs a été doublé d'un championnat pilotes, ce dernier remplaçant l'éphémère Coupe des conducteurs, organisée à seulement deux reprises en 1977 et 1978. Le calendrier 1986 intègre treize manches pour l'attribution du titre de champion du monde des pilotes mais seulement onze sélectives pour le championnat des marques (le Rallye de Côte d'Ivoire et le Rallye Olympus en étant exclus). Les épreuves sont réservées aux catégories suivantes :
- Groupe N : voitures de grande production de série, ayant au minimum quatre places, fabriquées à au moins 5000 exemplaires en douze mois consécutifs ; modifications très limitées par rapport au modèle de série (bougies, amortisseurs).
- Groupe A : voitures de tourisme de grande production, fabriquées à au moins 5000 exemplaires en douze mois consécutifs, avec possibilité de modifications des pièces d'origine ; poids minimum fonction de la cylindrée.
- Groupe B : voitures de grand tourisme, fabriquées à au moins 200 exemplaires en douze mois consécutifs, avec possibilité de modifications des pièces d'origine (extension d'homologation portant sur 5% de la production[3]).

La saison 1986 affiche un plateau exceptionnel, de grands constructeurs comme Austin Rover, Citroën et Ford s'étant investis dans le développement de voitures de Groupe B, concurrençant désormais Audi, Lancia et Peugeot qui dominaient jusqu'alors la catégorie reine du championnat du monde des rallyes alors que Nissan et Toyota, acteurs occasionnels, ciblent leurs participations sur les épreuves spécifiques valorisant la fiabilité de la construction japonaise. Si le public est enthousiasmé par le spectacle offert par des machines dont la puissance frise les 500 chevaux, la popularité grandissante des rallyes commence à poser de graves problèmes de sécurité, les vitesses atteintes en certains endroits étant incompatible avec l'indiscipline d'une partie des spectateurs, un phénomène amplifié par le comportement brutal des voitures de la nouvelle génération. Si les deux premières manches se sont déroulées sans anicroche, la troisième, au Portugal, a d'emblée tourné au drame : Joaquim Santos a perdu le contrôle de sa Ford pour éviter un groupe de personnes placées sur la route et est entré dans la foule ; l'accident a causé la mort de trois spectateurs et a fait de nombreux blessés. Les pilotes professionnels et copilotes se sont alors tous mis en grève pour protester contre les conditions de sécurité du rallye, un évènement sans précédent. Bien que n'impliquant pas une voiture du groupe A, la sortie de route, au Safari, de la Volkswagen Golf de Kenneth Eriksson à cause d'un bris de direction, accident ayant mortellement blessé un spectateur, a une nouvelle fois jeté une ombre sur le déroulement du championnat. Mais cependant, malgré les demandes de nombreux équipages de réduire la distance de certains secteurs chronométrés, trop éprouvants ou trop dangereux, les organisateurs ne remettent pas en cause les parcours établis. Aussi est-ce dans une ambiance assez tendue que va se dérouler la cinquième manche mondiale.

### L'épreuve
Surnommé le « rallye aux dix mille virages » en raison de son parcours particulièrement accidenté, le Tour de Corse fut créé en 1956 à l'initiative de deux passionnés de sport automobile, le comte Peraldi (alors président de l'Automobile Club de Corse) et le docteur Jean Sermonard (alors responsable du syndicat d'initiative d'Ajaccio). Intégré au calendrier du championnat d'Europe en 1970, il fait partie du championnat du monde des rallyes depuis sa création en 1973. Vainqueur de l'épreuve à six reprises entre 1970 et 1981, Bernard Darniche est le pilote le plus titré en Corse.

## Le parcours
- départ : 1er mai 1986 d'Ajaccio
- arrivée : 3 mai 1986 à Ajaccio

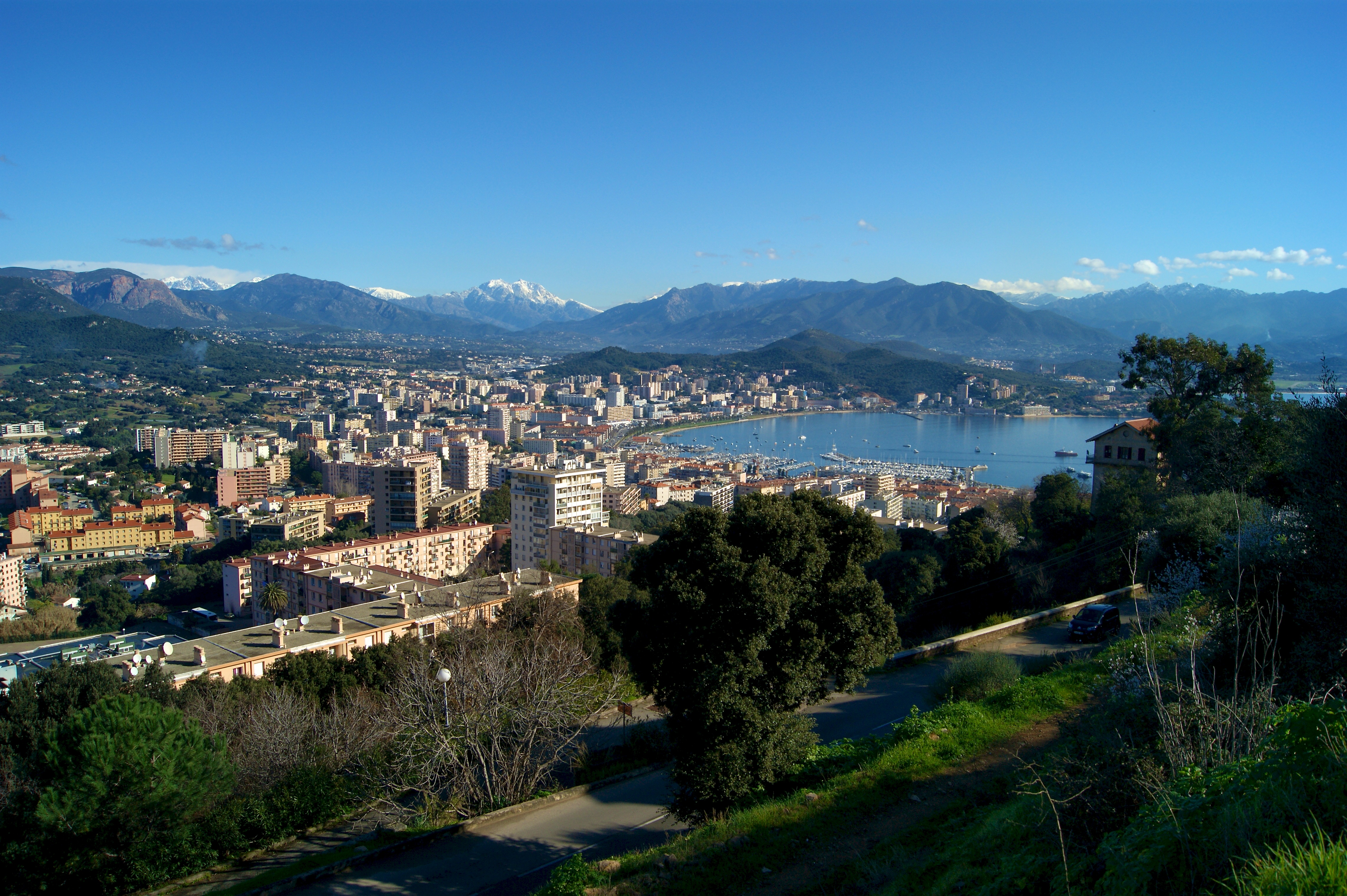
Comme l'année précédente, départ et arrivée se tiendront à Ajaccio.

- distance : 1 534 km dont 1017,90 sur 26 épreuves spéciales (1602 km initialement prévus dont 1122,34 sur 30 épreuves spéciales)
- surface : asphalte
- Parcours divisé en trois étapes[5]

Note : Les épreuves spéciales de l'édition 1986 sont identiques à celles de l'édition précédente, malgré les modifications demandées par plusieurs pilotes professionnels qui souhaitaient la suppression de certains passages dangereux.

### Première étape
- Ajaccio - Sartène - Quenza - Migliacciaro - Ponte-Leccia - Bastia, le 1er mai
- 570 km dont 415,41 sur 11 épreuves spéciales

### Deuxième étape
- Bastia - Saint-Florent - Corte - Ponte-Leccia - Calvi, le 2 mai
- 355 km dont 179,21 sur 5 épreuves spéciales (9 spéciales initialement prévues pour un total de 283,65 km)

### Troisième étape
- Calvi - Évisa - Campo Dell'Oro - Aullène - Ajaccio, le 3 mai
- 609 km dont 423,28 sur 10 épreuves spéciales

## Les forces en présence
- Peugeot

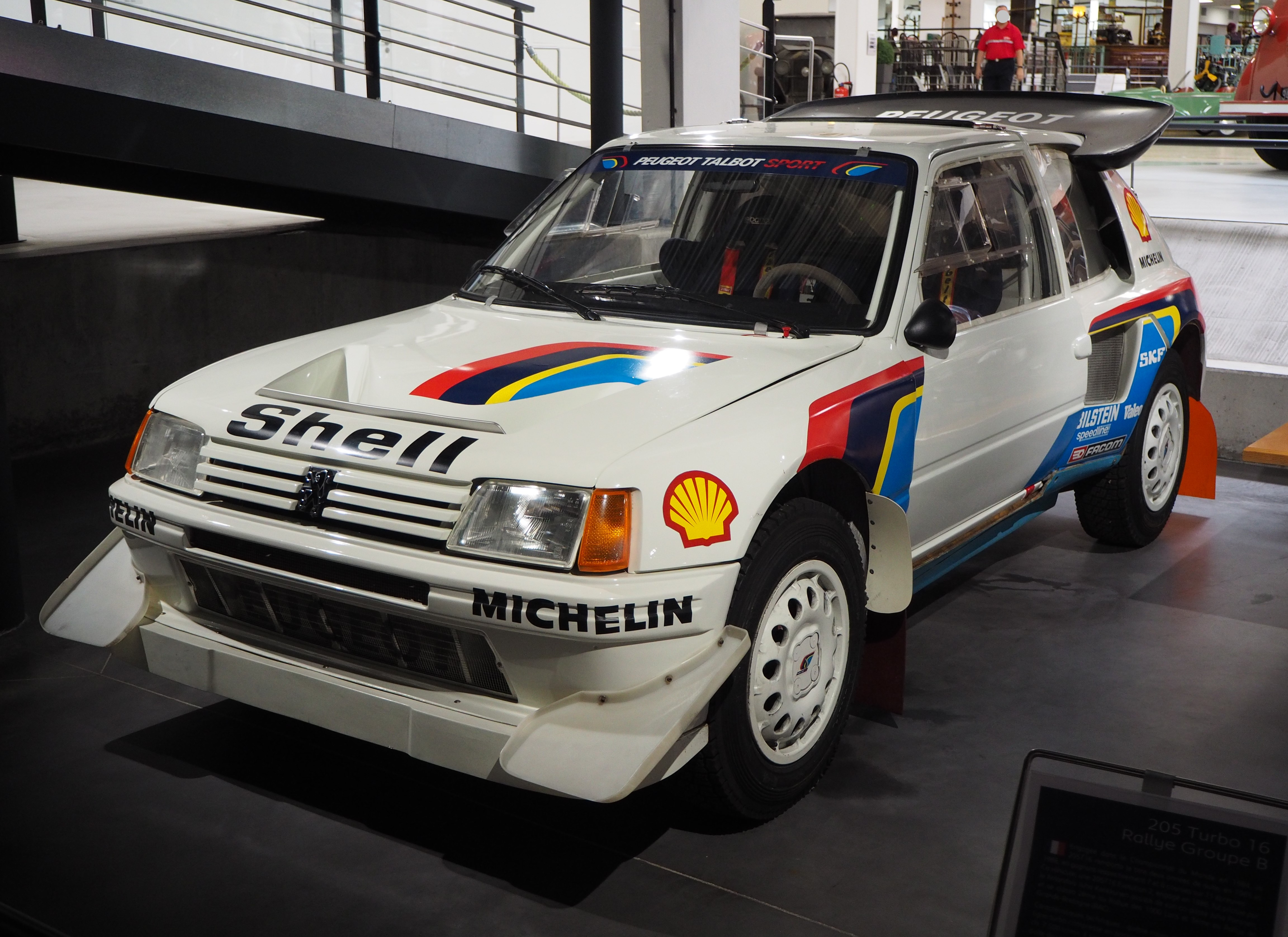
Trois Peugeot 205 Turbo 16 Évolution 2 seront au départ.

Peugeot-Talbot Sport a engagé trois 205 Turbo 16 Évolution 2 groupe B, à transmission intégrale. Elles seront aux mains de Timo Salonen, Bruno Saby et Michèle Mouton, cette dernière effectuant sa rentrée en championnat du monde. Ces voitures de 980 kg sont dotées d'un moteur quatre cylindres de 1775 cm3 placé en position centrale arrière et alimenté par un système d'injection électronique Bosch associé à un turbocompresseur Garrett. Sur celles de Salonen et Saby, la pression de suralimentation est de 2,6 bars, la puissance disponible étant de 450 chevaux à 7500 tr/min. Mouton est quant à elle chargée de tester un moteur modifié au niveau des arbres à cames, de l'échappement et du joint de culasse. Elle bénéficie de 480 chevaux, la pression du turbo étant tarée à 2,8 bars. Les trois voitures disposent de la nouvelle boîte de vitesses à six rapports. Elles sont chaussés de pneus Michelin.
- Lancia

La Scuderia Lancia aligne trois Delta S4 groupe B, à transmission intégrale, pour Markku Alén, Henri Toivonen et Massimo Biasion. Les versions utilisées pour la Corse pèsent moins d'une tonne, elles sont motorisées par un quatre cylindres de 1759 cm3 disposé en position centrale arrière. Alimenté par un système d'injection électronique développé par Magneti Marelli, il présente la particularité d'avoir un double système de suralimentation, avec un compresseur volumétrique à lobes Abarth efficace dès les bas-régimes et un turbocompresseur KKK pour la puissance à haut régime (limitée à 440 chevaux pour cette épreuve, les motoristes ayant privilégié la souplesse d'utilisation). Les Lancia utilisent des pneus Pirelli.
- MG

Austin Rover est présent avec trois MG Metro 6R4 groupe B, deux engagées officiellement pour Tony Pond et Malcolm Wilson, l'usine assurant également l'assistance de la voiture de Didier Auriol, qui défend ici ses chances en championnat de France. Mesurant seulement 3,66 mètres de long, ces voitures à transmission intégrale sont les plus courtes de leur catégorie. Placé en position centrale arrière, leur moteur V6 atmosphérique de 2991 cm3, alimenté par un système d'injection électronique Lucas, fournit 410 chevaux à 8500 tr/min. Les MG pèsent 990 kg et utilisent des pneus Michelin.
- Renault

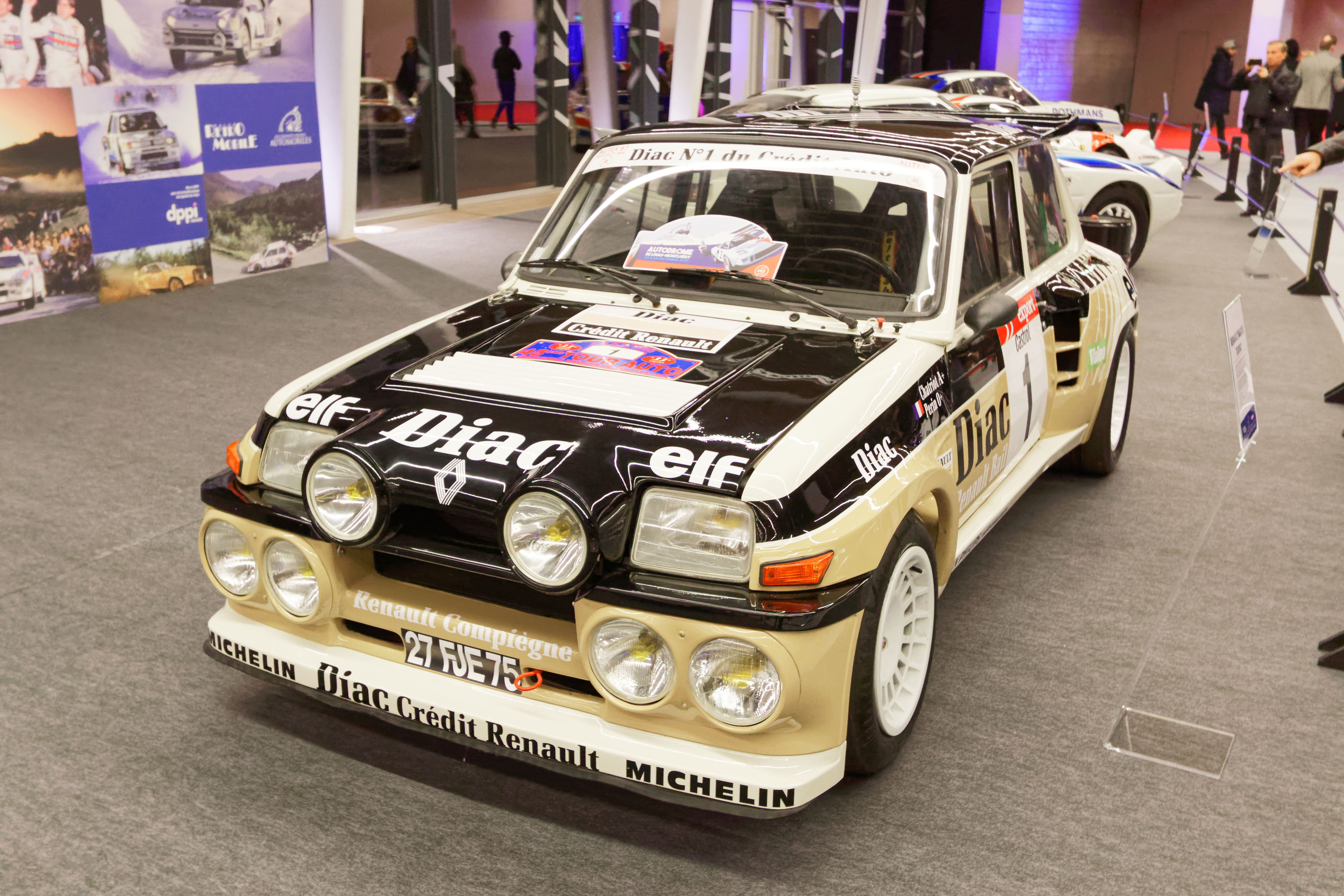
La Renault 5 Maxi Turbo de François Chatriot.

Sous les couleurs de la DIAC, François Chatriot prendra le départ sur la Renault 5 Maxi Turbo groupe B avec laquelle il vient de remporter le Rallye des Garrigues. Préparée par Renault Compiègne, cette voiture de 900 kg est motorisée par un quatre cylindres de 1527 cm3, en position centrale arrière. Alimenté par un système d'injection Bosch K-Jetronic associé à un turbocompresseur Garrett, il développe 350 chevaux à 6500 tr/min. Dans la catégorie inférieure, Renault Sport engage deux 11 Turbo groupe A pour Jean Ragnotti et Alain Oreille. Ces (tractions ont un moteur 1,4 litres suralimenté par un turbocompresseur Garrett, d'une puissance d'environ 180 chevaux. Une quinzaine de Renault 5 Turbo privées sont présentes, les plus en vue étant celles de Jean-Pierre Manzagol, Paul Rouby, Claude Balesi, Jean-Claude Torre et Michel Neri. La marque française est également bien représentée en groupe N, avec notamment la 5 GT Turbo de Bernard Donguès. Les Renault sont équipées de pneus Michelin.
- Opel

Le pilote italien Giovanni Recordati engage son Opel Manta 400 groupe B, préparée chez Virgilio Conrero. Ce coupé à transmission classique est doté d'un moteur quatre cylindres de 2420 cm3 développé par Cosworth. Alimenté par deux carburateurs Weber double corps, il délivre 275 chevaux à 7250 tr/min. Cette voiture pèse un peu moins d'une tonne et utilise des pneus Michelin.
- Porsche

Christian Gardavot pilote une Porsche 911 SC groupe B. Pesant un peu plus d'une tonne, elle est motorisée par un six cylindres à plat de trois litres de cylindrée, refroidi par air et placé en porte-à-faux arrière. La puissance est de l'ordre de 300 chevaux.
- Talbot

Parmi les nombreuses Samba Rallye, on note la présence de celle de Gilbert Casanova, en groupe B (traction, 1285 cm3, 130 chevaux).
- Alfa Romeo

Yves Loubet espérait pouvoir disposer de la nouvelle 75 V6 groupe A, mais un bris de suspension lors des derniers essais l'a contraint à se rabattre sur son habituel coupé Alfetta GTV6, équipé du même moteur V6 de 2492 cm3 de 220 chevaux. Cette voiture pèse 1120 kg et utilise des pneus Pirelli. Bertrand Balas dispose d'un modèle identique.
- Volkswagen

Volkswagen Motorsport a engagé deux Golf GTI groupe A (moteur quatre cylindres de 1781 cm3, injection mécanique Bosch, 170 chevaux), confiées à Kenneth Eriksson et Franz Wittmann. Elles sont chaussées de pneus Pirelli. Le pilote local Laurent Poggi, engagé à titre privé, s'aligne également sur une Golf GTI groupe A.
- Fiat

Le Jolly Club aligne trois Fiat Uno Turbo groupe A (moteur quatre cylindres de 1301 cm3, turbocompresseur IHI, 170 chevaux à 6500 tr/min) pour Giovanni del Zoppo, Michele Rayneri et Alessandro Fiorio. Ces berlines de 885 kg utilisent des pneus Michelin.
- BMW

Vainqueur en tourisme de série l'année précédente, Patrick Bernardini engage sa 325i groupe N et sera à nouveau parmi les favoris dans cette catégorie.

## Déroulement de la course

### Première étape

#### Ajaccio - Quenza

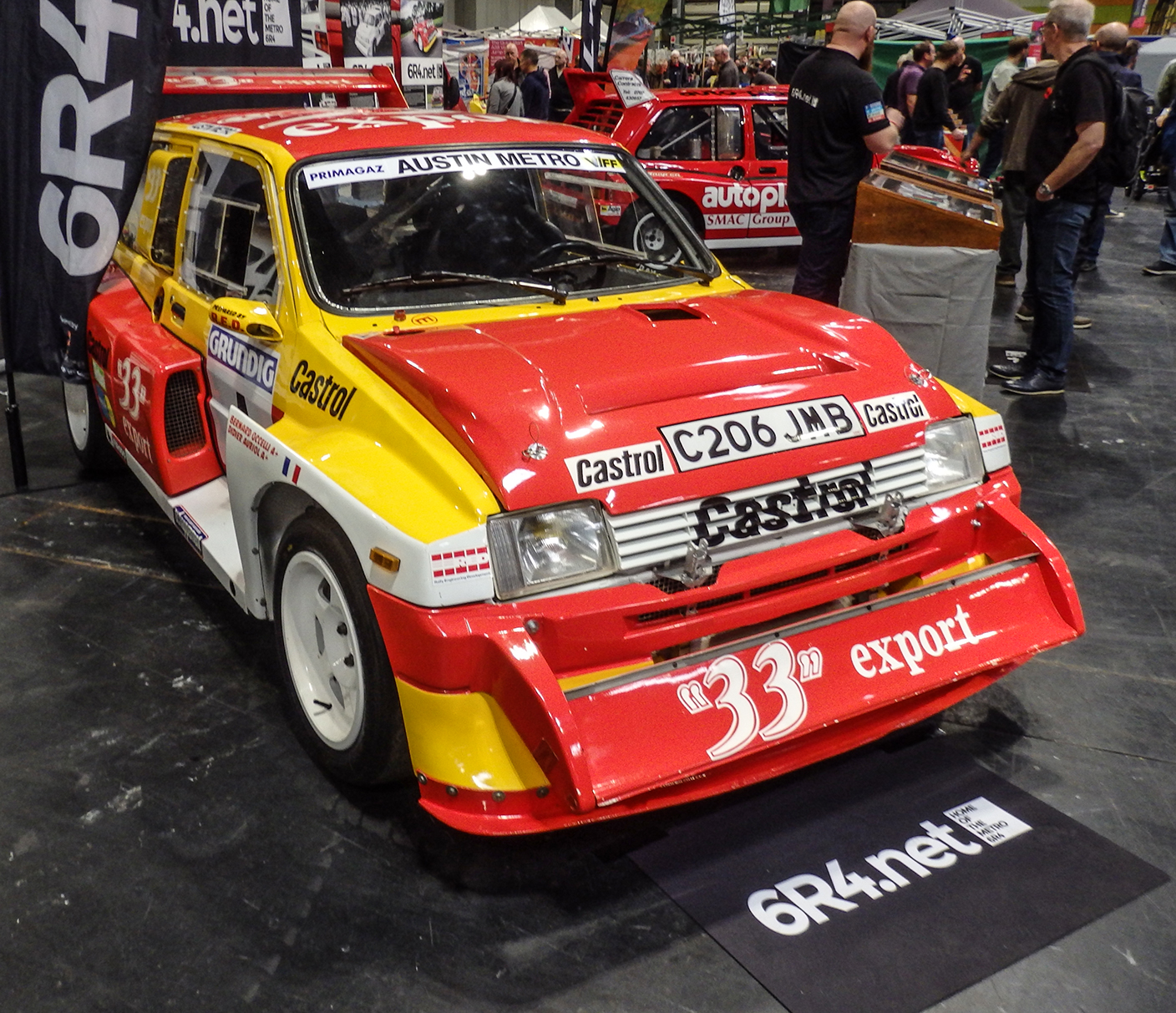
Une MG Metro 6R4 semblable à celle de Didier Auriol. Conduite d'huile cassée dans le premier secteur chronométré, le pilote français n'a pu défendre ses chances.

Les équipages s'élancent d'Ajaccio le jeudi matin. Sous le soleil et sur des routes parfaitement sèches, les Peugeot 205 dominent la première épreuve spéciale, Bruno Saby s'imposant avec respectivement six et sept secondes d'avance sur ses coéquipiers Timo Salonen et Michèle Mouton. Ces trois équipages précèdent les Lancia de Henri Toivonen et Massimo Biasion, ce dernier ayant fait jeu égal avec François Chatriot et sa Renault 5 Turbo. Markku Alén, qui ouvre la route avec la Lancia n°1, a rencontré de gros problèmes de freins et accuse déjà plus d'une minute de retard. Il n'occupe que le huitième rang, intercalé entre les MG Metro de Malcolm Wilson et Tony Pond. Sur la troisième MG, Didier Auriol a dû terminer l'épreuve au ralenti, conduite d'huile cassée, pour abandonner aussitôt, moteur endommagé. Salonen comble l'écart sur Saby dans le secteur suivant, avant de prendre seul la tête à Aullène, qu'il rallie avec trois secondes d'avance sur Saby et sept sur Mouton. Toujours quatrième, Toivonen a cependant haussé le rythme et n'est qu'à onze secondes de son compatriote. Attaquant très fort dans le secteur suivant, il s'empare du commandement dès Santa Giulia et va rallier Quenza avec une vingtaine de secondes d'avance sur Saby, qui devance de peu Salonen. Bien que gênée à plusieurs reprises par la petite Fiat groupe A de Giovanni del Zoppo, qui s'élance deux minutes devant elle dans chaque épreuve spéciale, Mouton, pour son retour en championnat du monde, occupe une belle quatrième place, précédant les deux Lancia de Biasion et Alén qui encadrent la Renault 5 de Chatriot. Dixième derrière les deux MG de Pond et Wilson, l'Alfa Romeo d'Yves Loubet domine le groupe A, avec déjà près de deux minutes d'avance sur la Renault 11 de Jean Ragnotti.
| Pos. | Pilote               | Copilote                    | Voiture                 | Groupe | Temps           | Écart         |
| ---- | -------------------- | --------------------------- | ----------------------- | ------ | --------------- | ------------- |
| 1    | Henri Toivonen       | Sergio Cresto               | Lancia Delta S4         | B      | 1 h 39 min 22 s |               |
| 2    | Bruno Saby           | Jean-François Fauchille     | Peugeot 205 Turbo 16 E2 | B      | 1 h 39 min 45 s | + 23 s        |
| 3    | Timo Salonen         | Seppo Harjanne              | Peugeot 205 Turbo 16 E2 | B      | 1 h 39 min 50 s | + 28 s        |
| 4    | Michèle Mouton       | Fabrizia Pons               | Peugeot 205 Turbo 16 E2 | B      | 1 h 40 min 11 s | + 49 s        |
| 5    | Massimo Biasion      | Tiziano Siviero             | Lancia Delta S4         | B      | 1 h 40 min 33 s | + 1 min 11 s  |
| 6    | François Chatriot    | Michel Périn                | Renault 5 Maxi Turbo    | B      | 1 h 41 min 31 s | + 2 min 9 s   |
| 7    | Markku Alén          | Ilkka Kivimäki              | Lancia Delta S4         | B      | 1 h 41 min 33 s | + 2 min 11 s  |
| 8    | Tony Pond            | Rob Arthur                  | MG Metro 6R4            | B      | 1 h 43 min 33 s | + 4 min 11 s  |
| 9    | Malcolm Wilson       | Nigel Harris                | MG Metro 6R4            | B      | 1 h 46 min 06 s | + 6 min 44 s  |
| 10   | Yves Loubet          | Jean-Marc Andrié            | Alfa Romeo Alfetta GTV6 | A      | 1 h 47 min 35 s | + 8 min 13 s  |
| 11   | Jean-Pierre Manzagol | Jean-Louis Angelini         | Renault 5 Turbo         | B      | 1 h 48 min 29 s | + 9 min 07 s  |
| 12   | Jean Ragnotti        | Pierre Thimonier            | Renault 11 Turbo        | A      | 1 h 49 min 30 s | + 10 min 08 s |
| 13   | Claude Balesi        | Jean-Paul Cirindini         | Renault 5 Turbo         | B      | 1 h 49 min 50 s | + 10 min 28 s |
| 14   | Bertrand Balas       | Eric Lainé                  | Alfa Romeo Alfetta GTV6 | A      | 1 h 50 min 17 s | + 10 min 55 s |
| 15   | Jean-Claude Torre    | Patrick de la Foata         | Renault 5 Turbo         | B      | 1 h 50 min 34 s | + 11 min 12 s |
| 16   | Giovanni Recordati   | Freddy Delorme              | Opel Manta 400          | B      | 1 h 52 min 11 s | + 12 min 49 s |
| 17   | Michel Neri          | Roch Demedardi              | Renault 5 Turbo         | B      | 1 h 52 min 28 s | + 13 min 06 s |
| 18   | Laurent Poggi        | Jean-Paul Chiaroni          | Volkswagen Golf GTI     | A      | 1 h 52 min 52 s | + 13 min 30 s |
| 19   | Antoine Casabianca   | Jean-Baptiste Giovannangeli | Peugeot 205 Turbo 16    | B      | 1 h 53 min 07 s | + 13 min 45 s |
| 20   | Paul Rouby           | Jean-Louis Martin           | Renault 5 Turbo         | B      | 1 h 53 min 27 s | + 14 min 05 s |

#### Quenza - Bastia
Salonen réalise le meilleur temps sur la route de Zicavo et reprend la deuxième place à Saby, Toivonen conservant près d'une demi-minute d'avance sur la première Peugeot. Le pilote Lancia creuse l'écart dans le col suivant où Salonen perd du temps et retombe en troisième position, talonné par Michèle Mouton. Entre Muracciole et Abbazia, le champion du monde rattrape la Lancia d'Alén, dont le moteur manque de puissance. La route est très étroite mais ce dernier s'écarte et Salonen parvient à le dépasser, deux de ses roues mordant sur le gravier ; à la réaccélération, la 205 dérape et sort de la route, plongeant en contrebas. C'est l'abandon. Alén se porte au secours de l'équipage et ne repart qu'après s'être assuré que pilote et copilotes sont indemnes. Une nouvelle fois le plus rapide dans ce secteur, Toivonen compte désormais plus d'une minute d'avance sur Saby et deux minutes sur Mouton. Dominant les dernières spéciales de l'après-midi, le Finlandais creuse encore l'écart et rejoint le parc fermé de Bastia avec un net avantage sur son principal adversaire, relégué à plus d'une minute et demie. Lâchée par sa tringlerie de boîte de vitesses, Michèle Mouton perd le bénéfice de son beau début de course. Son abandon permet à Biasion de prendre la troisième place, à plus de trois minutes de son coéquipier. Très régulier, Chatriot pointe au quatrième rang, devant Alén et Pond. Loubet, septième, continue à dominer le groupe A, devant Ragnotti, alors que Patrick Bernardini, seizième sur sa BMW, est en tête du groupe N.

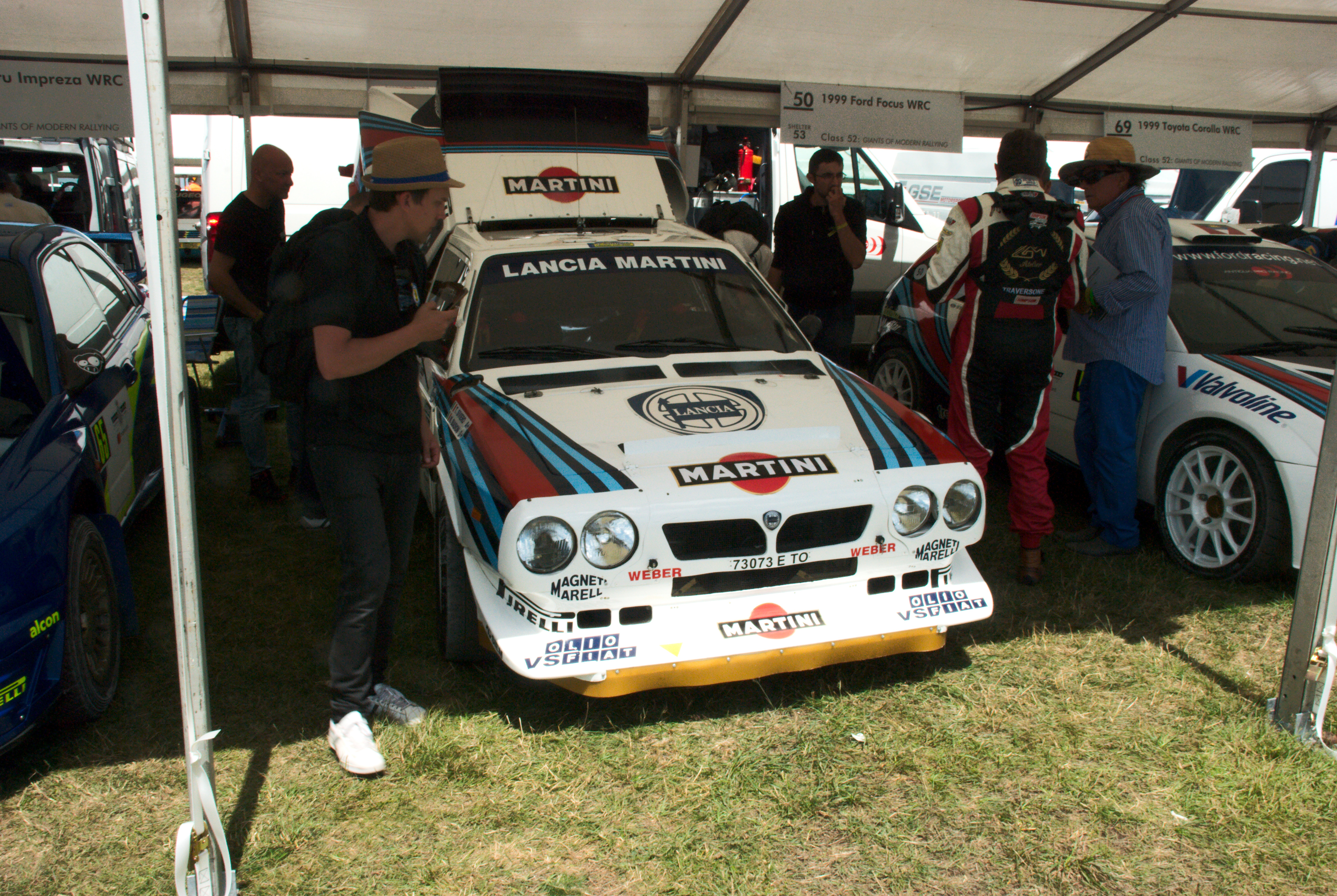
Une Lancia Delta S4 semblable à celle d'Henri Toivonen, en tête à l'issue de la première étape.

| Pos. | Pilote               | Copilote                | Voiture                 | Groupe | Temps           | Écart         |
| ---- | -------------------- | ----------------------- | ----------------------- | ------ | --------------- | ------------- |
| 1    | Henri Toivonen       | Sergio Cresto           | Lancia Delta S4         | B      | 4 h 30 min 55 s |               |
| 2    | Bruno Saby           | Jean-François Fauchille | Peugeot 205 Turbo 16 E2 | B      | 4 h 32 min 37 s | + 1 min 42 s  |
| 3    | Massimo Biasion      | Tiziano Siviero         | Lancia Delta S4         | B      | 4 h 34 min 13 s | + 3 min 18 s  |
| 4    | François Chatriot    | Michel Périn            | Renault 5 Maxi Turbo    | B      | 4 h 39 min 16 s | + 8 min 21 s  |
| 5    | Markku Alén          | Ilkka Kivimäki          | Lancia Delta S4         | B      | 4 h 41 min 50 s | + 10 min 55 s |
| 6    | Tony Pond            | Rob Arthur              | MG Metro 6R4            | B      | 4 h 43 min 41 s | + 12 min 46 s |
| 7    | Yves Loubet          | Jean-Marc Andrié        | Alfa Romeo Alfetta GTV6 | A      | 4 h 56 min 29 s | + 25 min 34 s |
| 8    | Jean Ragnotti        | Pierre Thimonier        | Renault 11 Turbo        | A      | 4 h 59 min 52 s | + 28 min 57 s |
| 9    | Claude Balesi        | Jean-Paul Cirindini     | Renault 5 Turbo         | B      | 5 h 00 min 02 s | + 29 min 07 s |
| 10   | Jean-Pierre Manzagol | Jean-Louis Angelini     | Renault 5 Turbo         | B      | 5 h 00 min 18 s | + 29 min 23 s |
| 11   | Jean-Claude Torre    | Patrick de la Foata     | Renault 5 Turbo         | B      | 5 h 04 min 54 s | + 33 min 59 s |
| 12   | Michel Neri          | Roch Demedardi          | Renault 5 Turbo         | B      | 5 h 08 min 28 s | + 37 min 33 s |
| 13   | Paul Rouby           | Jean-Louis Martin       | Renault 5 Turbo         | B      | 5 h 10 min 49 s | + 39 min 54 s |
| 14   | Laurent Poggi        | Jean-Paul Chiaroni      | Volkswagen Golf GTI     | A      | 5 h 11 min 19 s | + 40 min 24 s |
| 15   | Kenneth Eriksson     | Peter Diekmann          | Volkswagen Golf GTI     | A      | 5 h 12 min 35 s | + 41 min 40 s |
| 16   | Patrick Bernardini   | José Bernardini         | BMW 325i                | N      | 5 h 12 min 59 s | + 42 min 04 s |

### Deuxième étape

#### Bastia - Corte
L'épreuve spéciale du Cap Corse ayant été annulée, les équipages restant en course repartent directement vers Saint-Florent, avant d'aborder le secteur chronométré du col de Santo Stefano. Saby s'y montre le plus rapide mais ne reprend que quelques secondes à Toivonen. Celui-ci va dominer les épreuves suivantes, portant son avance à près de trois minutes avant de rallier Corte. Deux minutes derrière Saby, Biasion se maintient à la troisième place, loin devant Chatriot et Alén. Pond a dû abandonner, courroie de distribution cassée, et c'est maintenant l'Alfa Romeo groupe A de Loubet qui pointe à la sixième place, avec cinq minute d'avance sur la Renault 11 de Ragnotti tandis que Bernardini, treizième, est toujours largement en tête du groupe A.

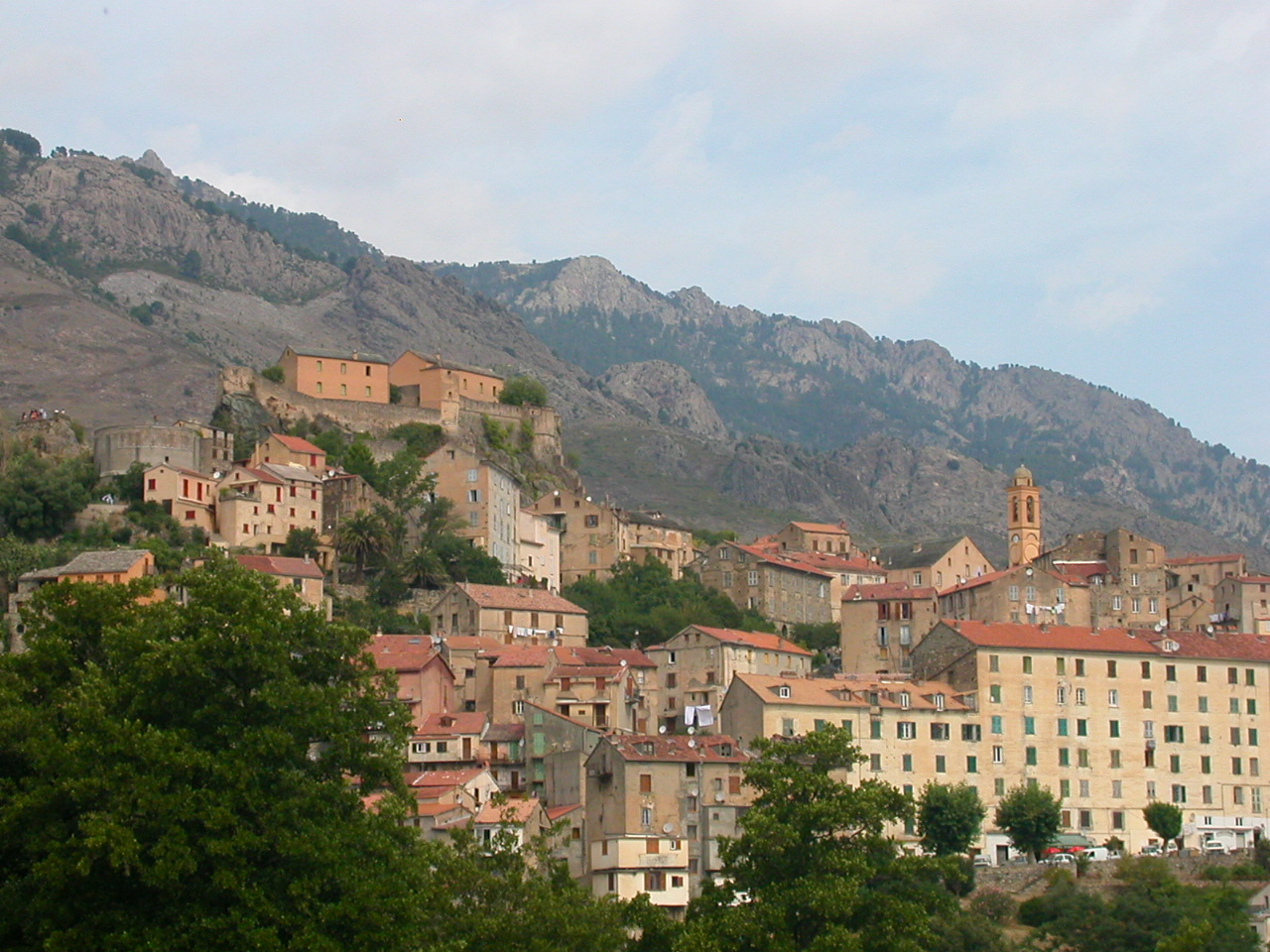
Corte, sur le parcours de la deuxième étape.

| Pos. | Pilote             | Copilote                | Voiture                 | Groupe | Temps           | Écart             |
| ---- | ------------------ | ----------------------- | ----------------------- | ------ | --------------- | ----------------- |
| 1    | Henri Toivonen     | Sergio Cresto           | Lancia Delta S4         | B      | 6 h 39 min 41 s |                   |
| 2    | Bruno Saby         | Jean-François Fauchille | Peugeot 205 Turbo 16 E2 | B      | 6 h 42 min 26 s | + 2 min 45 s      |
| 3    | Massimo Biasion    | Tiziano Siviero         | Lancia Delta S4         | B      | 6 h 44 min 33 s | + 4 min 52 s      |
| 4    | François Chatriot  | Michel Périn            | Renault 5 Maxi Turbo    | B      | 6 h 51 min 38 s | + 11 min 57 s     |
| 5    | Markku Alén        | Ilkka Kivimäki          | Lancia Delta S4         | B      | 6 h 53 min 52 s | + 14 min 11 s     |
| 6    | Yves Loubet        | Jean-Marc Andrié        | Alfa Romeo Alfetta GTV6 | A      | 7 h 16 min 59 s | + 37 min 18 s     |
| 7    | Jean Ragnotti      | Pierre Thimonier        | Renault 11 Turbo        | A      | 7 h 22 min 11 s | + 42 min 30 s     |
| 8    | Jean-Claude Torre  | Patrick de la Foata     | Renault 5 Turbo         | B      | 7 h 32 min 30 s | + 52 min 49 s     |
| 9    | Michel Neri        | Roch Demedardi          | Renault 5 Turbo         | B      | 7 h 37 min 39 s | + 57 min 58 s     |
| 10   | Kenneth Eriksson   | Peter Diekmann          | Volkswagen Golf GTI     | A      | 7 h 37 min 57 s | + 58 min 16 s     |
| 11   | Paul Rouby         | Jean-Louis Martin       | Renault 5 Turbo         | B      | 7 h 38 min 01 s | + 58 min 20 s     |
| 12   | Laurent Poggi      | Jean-Paul Chiaroni      | Volkswagen Golf GTI     | A      | 7 h 41 min 27 s | + 1 h 01 min 46 s |
| 13   | Patrick Bernardini | José Bernardini         | BMW 325i                | N      | 7 h 42 min 05 s | + 1 h 02 min 24 s |
| 14   | Franz Wittmann     | Matthias Feltz          | Volkswagen Golf GTI     | A      | 7 h 46 min 06 s | + 1 h 06 min 05 s |
| 15   | Gilbert Casanova   | Philippe Martini        | Talbot Samba Rallye     | B      | 7 h 46 min 38 s | + 1 h 06 min 57 s |
| 16   | Christian Gardavot | Rémy Levivier           | Porsche 911 SC          | B      | 7 h 49 min 53 s | + 1 h 10 min 12 s |

#### Corte - Calvi
Les concurrents reprennent la route dans l'après-midi, en direction de Calvi. Mais quelques kilomètres après Corte, sur la route de Castirla, pour une raison inconnue Toivonen aborde beaucoup trop vite un délicat virage à gauche, qu'il ne peut négocier ; la Lancia plonge directement dans le ravin et s'embrase aussitôt, ne laissant aucune chance au pilote finlandais et à son copilote Sergio Cresto. Tour à tour, les autres équipages s'arrêtent sur les lieux du drame et apprennent la terrible nouvelle. La direction de course décide de neutraliser le parcours jusque Calvi, mais maintient le déroulement de la troisième étape le lendemain. Jean Todt, directeur sportif de Peugeot Talbot Sport, laisse le choix à Bruno Saby, maintenant en tête du rallye, de poursuivre la course. Très abattus, le pilote grenoblois et son copilote Jean-François Fauchille acceptent cependant de continuer. La Scuderia Lancia et le Jolly Club (qui engage des Fiat) retireront leurs voitures le soir même, en signe de deuil.
| Pos. | Pilote             | Copilote                | Voiture                 | Groupe | Temps           | Écart             |
| ---- | ------------------ | ----------------------- | ----------------------- | ------ | --------------- | ----------------- |
| 1    | Bruno Saby         | Jean-François Fauchille | Peugeot 205 Turbo 16 E2 | B      | 6 h 42 min 26 s |                   |
| 2    | Massimo Biasion    | Tiziano Siviero         | Lancia Delta S4         | B      | 6 h 44 min 33 s | + 2 min 07 s      |
| 3    | François Chatriot  | Michel Périn            | Renault 5 Maxi Turbo    | B      | 6 h 51 min 38 s | + 9 min 12 s      |
| 4    | Markku Alén        | Ilkka Kivimäki          | Lancia Delta S4         | B      | 6 h 53 min 52 s | + 11 min 26 s     |
| 5    | Yves Loubet        | Jean-Marc Andrié        | Alfa Romeo Alfetta GTV6 | A      | 7 h 16 min 59 s | + 34 min 33 s     |
| 6    | Jean Ragnotti      | Pierre Thimonier        | Renault 11 Turbo        | A      | 7 h 22 min 11 s | + 39 min 45 s     |
| 7    | Jean-Claude Torre  | Patrick de la Foata     | Renault 5 Turbo         | B      | 7 h 32 min 30 s | + 50 min 04 s     |
| 8    | Michel Neri        | Roch Demedardi          | Renault 5 Turbo         | B      | 7 h 37 min 39 s | + 55 min 13 s     |
| 9    | Kenneth Eriksson   | Peter Diekmann          | Volkswagen Golf GTI     | A      | 7 h 37 min 57 s | + 55 min 31 s     |
| 10   | Paul Rouby         | Jean-Louis Martin       | Renault 5 Turbo         | B      | 7 h 38 min 01 s | + 55 min 35 s     |
| 11   | Laurent Poggi      | Jean-Paul Chiaroni      | Volkswagen Golf GTI     | A      | 7 h 41 min 27 s | + 59 min 01 s     |
| 12   | Patrick Bernardini | José Bernardini         | BMW 325i                | N      | 7 h 42 min 05 s | + 59 min 39 s     |
| 13   | Franz Wittmann     | Matthias Feltz          | Volkswagen Golf GTI     | A      | 7 h 46 min 06 s | + 1 h 03 min 40 s |
| 14   | Gilbert Casanova   | Philippe Martini        | Talbot Samba Rallye     | B      | 7 h 46 min 38 s | + 1 h 04 min 12 s |
| 15   | Christian Gardavot | Rémy Levivier           | Porsche 911 SC          | B      | 7 h 49 min 53 s | + 1 h 07 min 27 s |

### Troisième étape

#### Calvi - Ajaccio
Les équipages restant en course repartent de Calvi le samedi matin. Après les retraits de Biasion et d'Alén (alors respectivement deuxième et quatrième de la course), Chatriot occupe la deuxième place, neuf minutes derrière Saby, précédant Loubet et Ragnotti. Ces quatre pilotes se sont entendus pour figer leurs positions, ne prenant plus aucun risque. Derrière eux, la lutte continue cependant, Jean-Claude Torre et Michel Neri se disputant la cinquième place, bientôt rejoints par Paul Rouby, tous trois pilotant des Renault 5 Turbo privées. Au regroupement de l'aéroport d'Ajaccio, Torre conserve l'avantage, quatre minutes devant Neri et Rouby, au coude à coude.

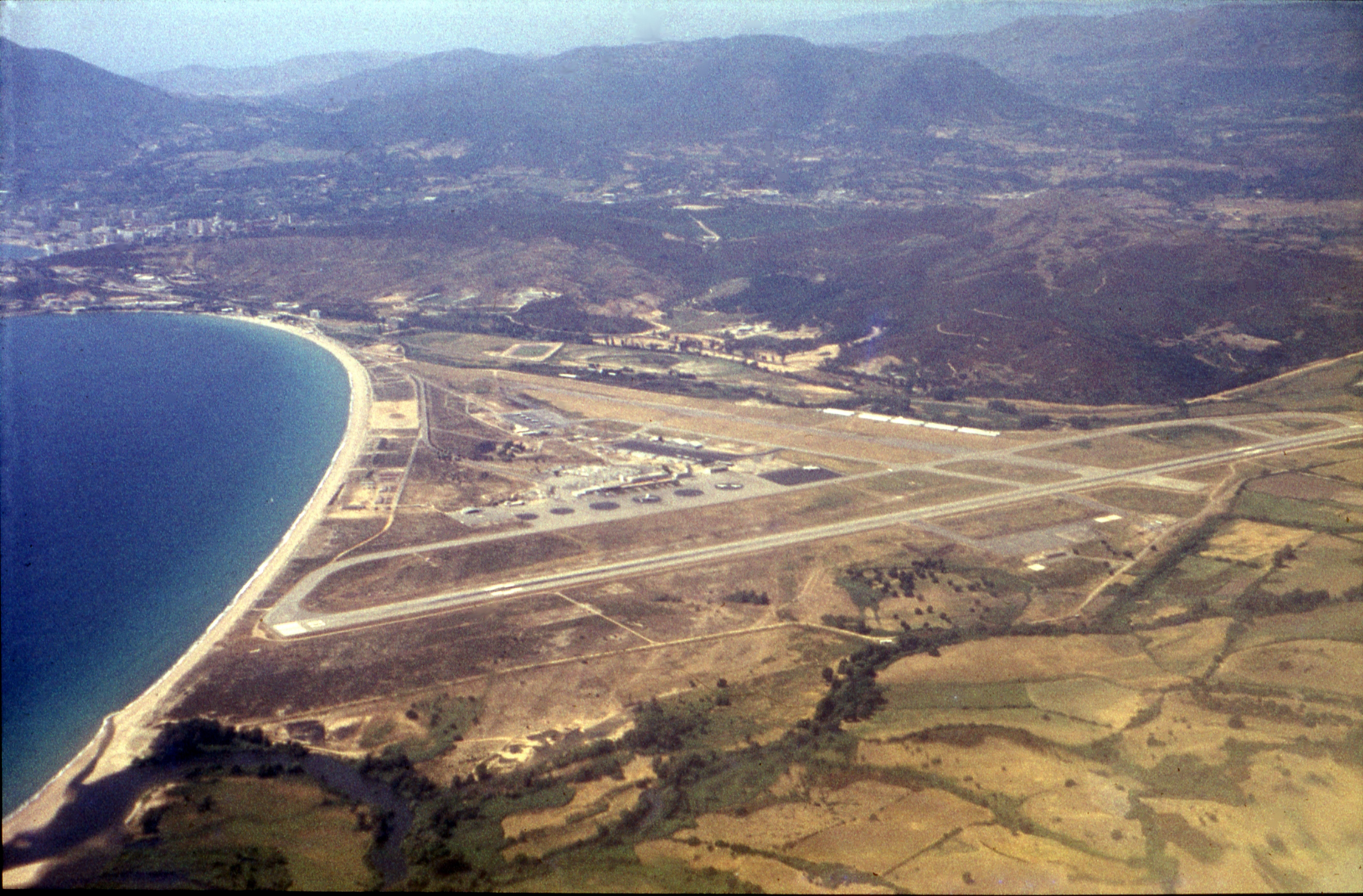
À mi-étape, le Campo dell'Oro (aéroport d'Ajaccio) sert de parc fermé aux voitures restant en course.

| Pos. | Pilote             | Copilote                | Voiture                 | Groupe | Temps            | Écart             |
| ---- | ------------------ | ----------------------- | ----------------------- | ------ | ---------------- | ----------------- |
| 1    | Bruno Saby         | Jean-François Fauchille | Peugeot 205 Turbo 16 E2 | B      | 8 h 57 min 34 s  |                   |
| 2    | François Chatriot  | Michel Périn            | Renault 5 Maxi Turbo    | B      | 9 h 10 min 49 s  | + 13 min 15 s     |
| 3    | Yves Loubet        | Jean-Marc Andrié        | Alfa Romeo Alfetta GTV6 | A      | 9 h 41 min 03 s  | + 43 min 29 s     |
| 4    | Jean Ragnotti      | Pierre Thimonier        | Renault 11 Turbo        | A      | 9 h 51 min 25 s  | + 53 min 51 s     |
| 5    | Jean-Claude Torre  | Patrick de la Foata     | Renault 5 Turbo         | B      | 9 h 58 min 20 s  | + 1 h 00 min 46 s |
| 6    | Michel Neri        | Roch Demedardi          | Renault 5 Turbo         | B      | 10 h 02 min 06 s | + 1 h 04 min 32 s |
| 7    | Paul Rouby         | Jean-Louis Martin       | Renault 5 Turbo         | B      | 10 h 02 min 10 s | + 1 h 04 min 36 s |
| 8    | Kenneth Eriksson   | Peter Diekmann          | Volkswagen Golf GTI     | A      | 10 h 02 min 17 s | + 1 h 04 min 43 s |
| 9    | Laurent Poggi      | Jean-Paul Chiaroni      | Volkswagen Golf GTI     | A      | 10 h 08 min 21 s | + 1 h 10 min 47 s |
| 9=   | Patrick Bernardini | José Bernardini         | BMW 325i                | N      | 10 h 08 min 21 s | + 1 h 10 min 47 s |
| 11   | Franz Wittmann     | Matthias Feltz          | Volkswagen Golf GTI     | A      | 10 h 14 min 57 s | + 1 h 17 min 23 s |
| 12   | Gilbert Casanova   | Philippe Martini        | Talbot Samba Rallye     | B      | 10 h 16 min 26 s | + 1 h 18 min 52 s |

#### Ajaccio - Ajaccio
La fin de course se déroule sans incident notable, Saby remportant sa première victoire mondiale dans de bien tristes circonstances. Chatriot se classe deuxième, devant Loubet qui s'impose en groupe A. Quatrième, Ragnotti précède Torre, qui a préservé sa cinquième place devant Rouby et Neri. Alors que son coéquipier Kenneth Eriksson, huitième, effectue une bonne opération au championnat du monde du groupe A, son coéquipier Franz Wittmann, qui occupait le dixième rang, claque le joint de culasse de sa Volkswagen Golf dans la dernière épreuve spéciale et doit renoncer. Neuvième derrière Eriksson, Bernardini a dominé le groupe N de bout en bout. Trente-et-une voitures ont atteint l'arrivée.

### Classements intermédiaires
Classements intermédiaires des pilotes après chaque épreuve spéciale

### Classement général
| Pos | No | Pilote             | Copilote                | Voiture                 | Temp             | Écart             | Groupe |
| --- | -- | ------------------ | ----------------------- | ----------------------- | ---------------- | ----------------- | ------ |
| 1   | 5  | Bruno Saby         | Jean-François Fauchille | Peugeot 205 Turbo 16 E2 | 11 h 52 min 44 s |                   | B      |
| 2   | 11 | François Chatriot  | Michel Périn            | Renault 5 Maxi Turbo    | 12 h 06 min 32 s | + 13 min 48 s     | B      |
| 3   | 14 | Yves Loubet        | Jean-Marc Andrié        | Alfa Romeo Alfetta GTV6 | 12 h 45 min 59 s | + 53 min 15 s     | A      |
| 4   | 7  | Jean Ragnotti      | Pierre Thimonier        | Renault 11 Turbo        | 12 h 56 min 12 s | + 1 h 03 min 28 s | A      |
| 5   | 35 | Jean-Claude Torre  | Patrick de la Foata     | Renault 5 Turbo         | 13 h 02 min 33 s | + 1 h 09 min 49 s | B      |
| 6   | 29 | Paul Rouby         | Jean-Louis Martin       | Renault 5 Turbo         | 13 h 03 min 48 s | + 1 h 11 min 04 s | B      |
| 7   | 38 | Michel Neri        | Roch Demedardi          | Renault 5 Turbo         | 13 h 08 min 00 s | + 1 h 15 min 16 s | B      |
| 8   | 19 | Kenneth Eriksson   | Peter Diekmann          | Volkswagen Golf GTI     | 13 h 21 min 21 s | + 1 h 28 min 37 s | A      |
| 9   | 47 | Gilbert Casanova   | Philippe Martini        | Talbot Samba Rallye     | 13 h 21 min 32 s | + 1 h 28 min 48 s | B      |
| 10  | 24 | Christian Gardavot | Rémy Levivier           | Porsche 911 SC          | 13 h 27 min 40 s | + 1 h 34 min 56 s | B      |

### Équipages de tête
- ES1 :  Bruno Saby -  Jean-François Fauchille (Peugeot 205 Turbo 16 E2)
- ES2 :  Bruno Saby -  Jean-François Fauchille (Peugeot 205 Turbo 16 E2) &  Timo Salonen -  Seppo Harjanne (Peugeot 205 Turbo 16 E2)
- ES3 :  Timo Salonen -  Seppo Harjanne (Peugeot 205 Turbo 16 E2)
- ES4 à ES17 :  Henri Toivonen -  Sergio Cresto (Lancia Delta S4)
- ES18 à ES30 :  Bruno Saby -  Jean-François Fauchille (Peugeot 205 Turbo 16 E2)

### Vainqueurs d'épreuves spéciales
- Henri Toivonen -  Sergio Cresto (Lancia Delta S4) : 12 spéciales (ES 3 à 5, 7 à 11, 14 à 17)
- Bruno Saby -  Jean-François Fauchille (Peugeot 205 Turbo 16 E2) : 11 spéciales (ES 1, 13, 21 à 29)
- Timo Salonen -  Seppo Harjanne (Peugeot 205 Turbo 16 E2) : 2 spéciales (ES 2, 6)
- François Chatriot -  Michel Périn (Renault 5 Maxi Turbo) : 1 spéciale (ES 30)

## Résultats des principaux engagés
| No | Pilote               | Copilote                    | Voiture                 | Groupe | Classement général                               | Class. groupe |
| -- | -------------------- | --------------------------- | ----------------------- | ------ | ------------------------------------------------ | ------------- |
| 1  | Markku Alén          | Ilkka Kivimäki              | Lancia Delta S4         | B      | ab. au départ de la 3e étape (retrait)           | -             |
| 2  | Timo Salonen         | Seppo Harjanne              | Peugeot 205 Turbo 16 E2 | B      | ab. dans la 8e spéciale (sortie de route)        | -             |
| 3  | Tony Pond            | Rob Arthur                  | MG Metro 6R4            | B      | ab. dans la 14e spéciale (distribution)          | -             |
| 4  | Henri Toivonen       | Sergio Cresto               | Lancia Delta S4         | B      | ab. dans la 18e spéciale (accident)              | -             |
| 5  | Bruno Saby           | Jean-François Fauchille     | Peugeot 205 Turbo 16 E2 | B      | 1er                                              | 1er           |
| 6  | Massimo Biasion      | Tiziano Siviero             | Lancia Delta S4         | B      | ab. au départ de la 3e étape (retrait)           | -             |
| 7  | Jean Ragnotti        | Pierre Thimonier            | Renault 11 Turbo        | A      | 4e à 1 h 03 min 28 s                             | 2e            |
| 8  | Giovanni del Zoppo   | Loris Roggia                | Fiat Uno Turbo          | A      | ab. dans la 11e spéciale (moteur)                | -             |
| 9  | Malcolm Wilson       | Nigel Harris                | MG Metro 6R4            | B      | ab. dans la 10e spéciale (incendie)              | -             |
| 10 | Michèle Mouton       | Fabrizia Pons               | Peugeot 205 Turbo 16 E2 | B      | ab. dans la 10e spéciale (boîte de vitesses)     | -             |
| 11 | François Chatriot    | Michel Périn                | Renault 5 Maxi Turbo    | B      | 2e à 13 min 48 s                                 | 2e            |
| 12 | Didier Auriol        | Bernard Occelli             | MG Metro 6R4            | B      | ab. après la 1re spéciale (canalisation d'huile) | -             |
| 14 | Yves Loubet          | Jean-Marc Andrié            | Alfa Romeo Alfetta GTV6 | A      | 3e à 53 min 15 s                                 | 1er           |
| 15 | Bertrand Balas       | Eric Lainé                  | Alfa Romeo Alfetta GTV6 | A      | ab. dans la 8e spéciale (boîte de vitesses)      | -             |
| 16 | Alain Oreille        | Sylvie Oreille              | Renault 11 Turbo        | A      | ab. dans la 2e spéciale (sortie de route)        | -             |
| 17 | Franz Wittmann       | Matthias Feltz              | Volkswagen Golf GTI     | A      | ab. dans la 30e spéciale (joint de culasse)      | -             |
| 18 | Michele Rayneri      | Carlo Cassina               | Fiat Uno Turbo          | A      | ab. dans la 9e spéciale (moteur)                 | -             |
| 19 | Kenneth Eriksson     | Peter Diekmann              | Volkswagen Golf GTI     | A      | 8e à 1 h 28 min 37 s                             | 3e            |
| 20 | Bernard Donguès      | Roselyne Prioux             | Renault 5 GT Turbo      | N      | ab. dans la 14e spéciale (sortie de route)       | -             |
| 22 | Antoine Casabianca   | Jean-Baptiste Giovannangeli | Peugeot 205 Turbo 16    | B      | ab. dans la 6e spéciale (goujons de roue)        | -             |
| 24 | Christian Gardavot   | Rémy Levivier               | Porsche 911 SC          | B      | 10e à 1 h 34 min 56 s                            | 7e            |
| 25 | Giovanni Recordati   | Freddy Delorme              | Opel Manta 400          | B      | ab. dans la 10e spéciale                         | -             |
| 29 | Paul Rouby           | Jean-Louis Martin           | Renault 5 Turbo         | B      | 6e à 1 h 11 min 04 s                             | 4e            |
| 31 | Jean-Pierre Manzagol | Jean-Louis Angelini         | Renault 5 Turbo         | B      | ab. dans la 15e spéciale                         | -             |
| 32 | Claude Balesi        | Jean-Paul Cirindini         | Renault 5 Turbo         | B      | ab. dans la 17e spéciale (embrayage)             | -             |
| 35 | Jean-Claude Torre    | Patrick de la Foata         | Renault 5 Turbo         | B      | 5e à 1 h 09 min 49 s                             | 3e            |
| 38 | Michel Neri          | Roch Demedardi              | Renault 5 Turbo         | B      | 7e à 1 h 15 min 16 s                             | 5e            |
| 47 | Gilbert Casanova     | Philippe Martini            | Talbot Samba Rallye     | B      | 9e à 1 h 28 min 48 s                             | 6e            |
| 53 | Laurent Poggi        | Jean-Paul Chiaroni          | Volkswagen Golf GTI     | A      | 12e à 1 h 43 min 21 s                            | 4e            |
| 68 | Klaus Fritzinger     | Lutz Hage                   | Toyota Corolla GT Coupé | A      | ab. dans la 29e spéciale                         | -             |
| 85 | Patrick Bernardini   | José Bernardini             | BMW 325i                | N      | 11e à 1 h 41 min 09 s                            | 1er           |

## Classements des championnats à l'issue de la course

### Constructeurs
- Attribution des points : 12, 10, 8, 7, 6, 5, 4, 3, 2, 1 respectivement aux dix premières marques de chaque épreuve, additionnés de 8, 7, 6, 5, 4, 3, 2, 1 respectivement aux huit premières de chaque groupe (seule la voiture la mieux classée de chaque constructeur marque des points). Les points de groupe ne sont attribués qu'aux concurrents déclarés officiellement par le constructeur et ayant terminé dans les dix premiers au classement général.
- Seuls les sept meilleurs résultats (sur onze épreuves) sont retenus pour le décompte final des points[3]

| Pos. | Marque     | Points | M-C  | SUE  | POR | SAF  | COR  | ACR | NZ | ARG | FIN | SAN | RAC |
| ---- | ---------- | ------ | ---- | ---- | --- | ---- | ---- | --- | -- | --- | --- | --- | --- |
| 1    | Peugeot    | 67     | 10+7 | 12+8 | -   | 6+4  | 12+8 |     |    |     |     |     |     |
| 2    | Lancia     | 51     | 12+8 | 10+7 | -   | 8+6  | -    |     |    |     |     |     |     |
| 3    | Audi       | 29     | 8+6  | 7+8  | -   | -    | -    |     |    |     |     |     |     |
| 4    | Volkswagen | 28     | 2+7  | 4+6  | -   | -    | 3+6  |     |    |     |     |     |     |
| 5    | Toyota     | 20     | -    | -    | -   | 12+8 | -    |     |    |     |     |     |     |
| 6    | Ford       | 14     | -    | 8+6  | -   | -    | -    |     |    |     |     |     |     |
| 6=   | Renault    | 14     | -    | -    | -   | -    | 7+7  |     |    |     |     |     |     |
| 8    | Subaru     | 13     | -    | -    | -   | 5+8  | -    |     |    |     |     |     |     |
| 9    | Citroën    | 10     | -    | 5+5  | -   | -    | -    |     |    |     |     |     |     |

- Note : François Chatriot n'ayant pas été déclaré pilote officiel pour le Tour de Corse, Renault n'engrange pas les dix-sept points correspondant à la deuxième place au classement général (dix points) associée à la deuxième place en groupe B (sept points), les quatorze points marqués étant liés au classement de Jean Ragnotti. De même, Alfa Romeo ne marque pas les seize points correspondant à la troisième place d'Yves Loubet au classement général (huit points) associée à la première place en groupe A (huit points), Talbot et Porsche ne marquant aucun point non plus pour leurs neuvième et dixième places respectives dans cette épreuve[7].

### Pilotes
- Attribution des points : 20, 15, 12, 10, 8, 6, 4, 3, 2, 1 respectivement aux dix premiers de chaque épreuve.
- Seuls les sept meilleurs résultats (sur treize épreuves) sont retenus pour le décompte final des points.

| Pos. | Pilote             | Marque     | Points | M-C | SUE | POR | SAF | COR | ACR | NZ | ARG | FIN | CIV | SAN | RAC | USA |
| ---- | ------------------ | ---------- | ------ | --- | --- | --- | --- | --- | --- | -- | --- | --- | --- | --- | --- | --- |
| 1    | Juha Kankkunen     | Peugeot    | 36     | 8   | 20  | -   | 8   | -   |     |    |     |     |     |     |     |     |
| 2    | Markku Alén        | Lancia     | 27     | -   | 15  | -   | 12  | -   |     |    |     |     |     |     |     |     |
| 3    | Bruno Saby         | Peugeot    | 26     | 6   | -   | -   | -   | 20  |     |    |     |     |     |     |     |     |
| 4    | Henri Toivonen     | Lancia     | 20     | 20  | -   | -   | -   | -   |     |    |     |     |     |     |     |     |
| 4=   | Joaquim Moutinho   | Renault    | 20     | -   | -   | 20  | -   | -   |     |    |     |     |     |     |     |     |
| 4=   | Björn Waldegård    | Toyota     | 20     | -   | -   | -   | 20  | -   |     |    |     |     |     |     |     |     |
| 7    | Timo Salonen       | Peugeot    | 15     | 15  | -   | -   | -   | -   |     |    |     |     |     |     |     |     |
| 7=   | Carlos Bica        | Lancia     | 15     | -   | -   | 15  | -   | -   |     |    |     |     |     |     |     |     |
| 7=   | Lars-Erik Torph    | Toyota     | 15     | -   | -   | -   | 15  | -   |     |    |     |     |     |     |     |     |
| 7=   | François Chatriot  | Renault    | 15     | -   | -   | -   | -   | 15  |     |    |     |     |     |     |     |     |
| 11   | Hannu Mikkola      | Audi       | 12     | 12  | -   | -   | -   | -   |     |    |     |     |     |     |     |     |
| 11=  | Kalle Grundel      | Ford       | 12     | -   | 12  | -   | -   | -   |     |    |     |     |     |     |     |     |
| 11=  | Giovanni del Zoppo | Fiat       | 12     | -   | -   | 12  | -   | -   |     |    |     |     |     |     |     |     |
| 11=  | Yves Loubet        | Alfa Romeo | 12     | -   | -   | -   | -   | 12  |     |    |     |     |     |     |     |     |
| 15   | Walter Röhrl       | Audi       | 10     | 10  | -   | -   | -   | -   |     |    |     |     |     |     |     |     |
| 15=  | Mikael Ericsson    | Audi       | 10     | -   | 10  | -   | -   | -   |     |    |     |     |     |     |     |     |
| 15=  | Jorge Ortigão      | Toyota     | 10     | -   | -   | 10  | -   | -   |     |    |     |     |     |     |     |     |
| 15=  | Erwin Weber        | Toyota     | 10     | -   | -   | -   | 10  | -   |     |    |     |     |     |     |     |     |
| 15=  | Jean Ragnotti      | Renault    | 10     | -   | -   | -   | -   | 10  |     |    |     |     |     |     |     |     |
| 20   | Kenneth Eriksson   | Volkswagen | 9      | 2   | 4   | -   | -   | 3   |     |    |     |     |     |     |     |     |

## Conséquences de l'accident
Le jour de l'arrivée du Tour de Corse, soit le lendemain de l'accident mortel ayant frappé l'équipage Henri Toivonen / Sergio Cresto, Jean-Marie Balestre (président de la FISA) a réuni un comité extraordinaire restreint du comité exécutif de la Fédération.Ce comité de sept personnes a pris les mesures suivantes :
- Arrêt immédiat de l'homologation de toute nouvelle évolution des Voitures de Sport (Groupe B) et des Voitures de Tourisme (Groupe A) en Rallyes
- Interdiction des jupes à partir du 20 mai 1986
- Limitation de la durée des étapes par limitation du kilométrage et de la durée des épreuves de classement
- Obligation d'équiper les Voitures de Sport (Groupe B) d'un système automatique d'extinction pour le moteur et l'habitacle, qui doit s'ajouter à l'extincteur actuellement obligatoire

- À partir du 1er janvier 1987
- Annulation du futur Groupe Spécial (Groupe S)
- Interdiction dans tous les rallyes des Voitures de Sport (Groupe B) sauf pour des modèles de moindre puissance de ce groupe qui feront l'objet d'une liste limitative établie par la FISA
- Interdiction de l'utilisation de certains matériaux dans la construction des voitures de tous les groupes
- Création d'un nouveau championnat du monde des rallyes pour pilotes et pour marques réservé uniquement aux Voitures de Tourisme (Groupe A), voitures construites à 5000 exemplaires
- La FISA étudiera toutes les possibilités d'utilisation des Voitures de Sport (Groupe B) dans des conditions nouvelles

Ces mesures ont été officiellement votées par le comité exécutif le lundi 5 mai 1986.